# Johann Strutz
Johann Strutz (* 23. November 1949 in Ruden/Ruda, Österreich; † 24. November 2022) war ein österreichischer Komparatist, Literaturtheoretiker und Übersetzer. Er war Kärntner Slowene.

## Leben und Werk
Strutz studierte Germanistik und Anglistik an der Universität Graz. Er dissertierte 1976 mit einer Arbeit über die Lyrik Christine Lavants, die später unter dem Titel Poetik und Existenzproblematik. Zur Lyrik Christine Lavants in Buchform erschien (Salzburg: Otto Müller Verlag 1979). Ab den frühen 1980er Jahren trat er mit Rezensionen und Essays in österreichischen Literaturzeitschriften in Erscheinung. 1984 wurde Strutz Assistent am Institut für Allgemeine und Vergleichende Literaturwissenschaft (später: Institut für Kultur-, Literatur- und Musikwissenschaft) der Universität Klagenfurt, wo er den komparatistischen Regionalschwerpunkt mit Ausrichtung auf die Kulturen und Literaturen der Alpen-Adria-Region betreute und regionale Komparatistik als selbstständigen Forschungsbereich etablierte. 2003 habilitierte er sich mit dem Werk Regionalität und Interkulturalität. Prolegomena zu einer literarischen Komparatistik der Alpen-Adria-Region, das die Ergebnisse aus zwanzig Jahren Forschung zusammenfasste und ihre methodologischen Ausgangspunkte erklärte. Er arbeitete bis zu seiner Pensionierung als außerordentlicher Professor am nunmehrigen Institut für Kulturanalyse. Strutz lebte bis zu seinem Tod am 24. November 2022 in seinem Herkunftsort Ruden.
Die von ihm entwickelten wissenschaftlichen Konzepte waren zum Zeitpunkt ihres Entstehens einerseits gegen eine im Textvergleich erstarrte Komparatistik, andererseits gegen nationalphilologisch verengte Betrachtungsweisen in der Literaturwissenschaft gerichtet, die in methodischer Hinsicht keine Werkzeuge für die Beschreibung wesentlicher Phänomene wie literarischer Mehrsprachigkeit oder des Nomadisierens von Texten über Sprach- und Nationengrenzen hinweg boten. Strutz vertritt demgegenüber seit den 1980er Jahren ein Konzept, das von der „komparatistischen Situation“ mehrsprachiger regionaler Literaturen ausgeht und die vergleichende Literaturwissenschaft als Grundlagendisziplin postuliert, der gegenüber sich einzelsprachliche Philologien lediglich als Anwendungsgebiete der universalen vergleichenden Methode verhalten. Strutz brachte durch diese regionalkomparatistische Ausrichtung die Literaturen bislang vernachlässigter Peripherien und speziell die Literatur der Kärntner Slowenen als Modellfall in den internationalen Methodendiskurs ein. Er verwirklichte diesen Ansatz auch in seinen Profilen der neueren slowenischen Literatur in Kärnten, die in der zweiten Auflage (21998) bereits auf Tendenzen der „Entregionalisierung“ in der Literatur der Kärntner Slowenen aufmerksam machten. Sie waren bahnbrechend für weitere, nicht einzelsprachlich verengte Forschungen zur Literatur der Kärntner Slowenen, reagierten aber nicht zuletzt auch auf das Informationsbedürfnis einer von der österreichischen Nationalphilologie mehr oder weniger in Unkenntnis gelassenen deutschsprachigen Öffentlichkeit.
Johann Strutz war Herausgeber bzw. Mitherausgeber von Grundlagenwerken zur Komparatistik sowie zahlreicher Sammel- und Symposiumsbände u. a. zu komparatistischen Fragestellungen, zu einzelnen Kärntner slowenischen Autoren (u. a. Florjan Lipuš und Janko Messner) und zur Thematik von Krieg und Widerstand in den Literaturen des Alpen-Adria-Raumes. Die 1978 von ihm und Armin Wigotschnig veranstaltete Ausgabe von nachgelassenen und verstreut erschienen Texten Christine Lavants ist als früher Beitrag zur Lavant-Forschung hervorzuheben. Er war ferner Herausgeber des Istrien- und des Dalmatienbandes der bei Wieser erscheinenden Reihe Europa erlesen.
Als literarischer Übersetzer trat Johann Strutz in den 1990er-Jahren in Erscheinung. Er übersetzte vorwiegend aus dem Slowenischen (Florjan Lipuš, Marjan Tomšič, Ivan Pregelj) sowie aus dem Englischen (Emyr Humphreys) und im Rahmen seiner wissenschaftlichen Publikationen auch aus dem Kroatischen und Italienischen. Als Übersetzer der Werke von Florjan Lipuš wurde er 2011 mit dem Österreichischen Staatspreis für literarische Übersetzung sowie 2018 für die Übertragung von Mirne duše mit dem Fabjan-Hafner-Preis ausgezeichnet. Im Rahmen des Petrarca-Preises 2003 erhielt Strutz den Hubert-Burda-Preis für junge osteuropäische Lyrik. 2016 erhielt er den Würdigungspreis des Landes Kärnten für Geistes- und Sozialwissenschaften.

## Publikationen

### Wissenschaftliche Publikationen (Auswahl)
- Poetik und Existenzproblematik. Zur Lyrik Christine Lavants. Otto Müller, Salzburg 1979.
- Vaška tematika v novejši literaturi na avstrijskem Koroškem. (Die Dorfthematik in der neueren Literatur im österreichischen Kärnten.) In: Sodobni slovenski jezik, književnost in kultura. Univerza Edvarda Kardelja, Znanstveni inštitut Filozofske fakultete, Ljubljana 1988, S. 169–175 (= Obdobja 8).
- Peter V. Zima (unter Mitarbeit von Johann Strutz). Komparatistik. Einführung in die Vergleichende Literaturwissenschaft. A. Francke, Tübingen 1992 (= UTB für Wissenschaft. Uni-Taschenbücher. 1705).
- Interculturalità. Una bibliografia per la ricerca con particolare riguardo alla regione Alpe-Adria. (Zusammen mit Eva Masel.) Alcione Ed., Trieste 1996.
- Istrische Polyphonie –Regionale Mehrsprachigkeit und Literatur. In: Johann Strutz, Peter V. ZIma (Hrsg.): Literarische Polyphonie. Übersetzung und Mehrsprachigkeit in der Literatur. Narr, Tübingen 1996, S. 207–226.
- Klaus Amann, Johann Strutz: Das literarische Leben. In: Helmut Rumpler, Ulfried Burz (Hrsg.): Kärnten. Von der deutschen Grenzmark zum österreichischen Bundesland. Böhlau, Wien/Köln/Weimar 1998, S. 547–605.
- Komparatistik als Theorie und Methodologie des Kulturvergleichs. Zur Interkulturalität im Alpen-Adria-Raum. In: Vergleichende Wissenschaften. Interdisziplinarität und Interkulturalität in den Komparatistiken. Herausgegeben von Peter V. Zima; unter Mitarbeit von Reinhard Kacianka und Johann Strutz. Narr, Tübingen 2000, S. 201–221.
- Razvojne poteze in tipologija slovenske proze 20. stoletja na Koroškem. In: Andreas Moritsch (Hrsg.): Koroški Slovenci 1900-2000 : bilanca 20. stoletja. Mohorjeva založba, Celovec/Ljubljana/Dunaj 2000, S. 199–217.
- Entwicklungslinien der Kärntner slowenischen Prosaliteratur. In: Andreas Moritsch (Hrsg.): Die Kärntner Slovenen 1900-2000. Bilanz des 20. Jahrhunderts. Klagenfurt/Celovec, Ljubljana, Wien: Mohorjeva/Hermagoras 2000, S. 281–301.
- Dialog, Polyphonie und System. Zur Problematik einer Geschichte der „Kleinen Literaturen“ in Alpen-Adria-Raum. (Dialog, polifonja in sistem. K problematiki zgodovine „malih literatur“ v prostoru Alpe-Jadran.) In: Darko Dolinar, Marko Juvan (Hrsg.): Kako pisati literarno zgodovino danes. Znanstvenoraziskovalni center SAZU, Ljubljana 2003, S. 287–317.
- Regionalität und Interkulturalität. Prolegomena zu einer literarischen Komparatistik der Alpen-Adria-Region. Univ., Habil.-Schrift, Klagenfurt 2003.
- Der Alpen-Adria-Raum, das Dreiländereck und die nationalstaatliche Dreiteilung im Spiegel der Literatur. In: Tina Bahovec, Theodor Domej (Hrsg.): Das österreichisch-italienisch-slovenische Dreiländereck : Ursachen und Folgen der nationalstaatlichen Dreiteilung einer Region. Klagenfurt/Celovec, Ljubljana/Laibach, Wien/Dunaj: Hermagoras/Mohorjeva 2006, S. 353–421.
- Regionalität - Interregionalität – Komparatistik. Die slowenische Literatur im Rahmen des Klagenfurter komparatistischen Regionalschwerpunkts. In: Wiener slavistisches Jahrbuch 53/2007, S. [109]–120.

### Herausgeberschaft
- Christine Lavant. Kunst wie meine ist nur verstümmeltes Leben. Nachgelassene und verstreut veröffentlichte Gedichte, Prosa, Briefe. Ausgewählt und herausgegeben von Armin Wigotschnig und Johann Strutz. Otto Müller, Salzburg 1978.
- Robert Musil - Theater, Bildung, Kritik. Internationales Robert-Musil-Sommerseminar 1984 im Musil-Haus, Klagenfurt, 27. August bis 1. September. (Zusammen mit Josef Strutz) München: Fink 1985.
- Europäische Avantgarde. (Zusammen mit Peter V. Zima.) Frankfurt a. M.: Peter Lang 1987.
- Kärntner Slowenen in der Gegenwartsliteratur. Andrej Kokot, Florjan Lipuš, Gustav Januš, Janko Ferk, Maja Haderlap. Mit einem Einführungsessay von Matjaž Kmecl. Zusammengestellt von Johann Strutz. Klagenfurt: Kärntner Bildungswerk 1988 = Fidibus 16/2, 1988.
- Profile der neueren slowenischen Literatur in Kärnten. Monografische Essays. Klagenfurt/Celovec: Hermagoras/Mohorjeva 1989.
- Komparatistik als Dialog. Literatur und interkulturelle Beziehungen in der Alpen-Adria-Region und in der Schweiz. (Zusammen mit Peter V. Zima.) Frankfurt am Main [u. a.]: Lang, 1991.
- Die Bilderschrift Christine Lavants. Studien zur Lyrik, Prosa, Rezeption und Übersetzung / 1. Internationales Christine Lavant Symposion, Wolfsberg, 11.-13. Mai 1995. (Zusammen mit Arno Rußegger) Salzburg: Otto Müller 1995.
- Literarische Polyphonie. Übersetzung und Mehrsprachigkeit in der Literatur. (Zusammen mit Peter V. Zima) Tübingen: Narr 1996.
- Profile einer Dichterin. Beiträge des II. Internationalen Christine-Lavant-Symposions Wolfberg 1998. (Zusammen mit Arno Rußegger) Salzburg: Otto Müller 1998.
- Janko Messner. Vsebina je oblika. Zbornik. Simpozij o njegovi trijezični literaturi na celovški univerzi/Der Inhalt ist die Form. Almanach. Symposium über seine dreisprachige Literatur an der Universität Klagenfurt, 5./6. 12. 1996. (Zusammen mit Jozej Strutz-Rosenzopf.) Klagenfurt/Celovec: Rapial 1998.
- Profile der neueren slowenischen Literatur in Kärnten. Mit Beiträgen über Theater und Film. Klagenfurt/Celovec, Wien [u. a.]: Hermagoras/Mohorjeva 1998.
- Vergleichende Wissenschaften. Interdisziplinarität und Interkulturalität in den Komparatistiken. (Zusammen mit Peter V. Zima) Tübingen: Narr 2000.
- Kulturelle Nachbarschaft. Zur Konjunktur eines Begriffs. (Zusammen mit Gerhard Kofler, Jacques Le Rider) Klagenfurt, Wien, Ljubljana, Sarajevo: Wieser 2002.
- Lipuš lesen : Texte und Materialien. Herausgegeben von Klaus Amann und Johann Strutz. Klagenfurt/Celovec [u. a.]: Wieser 2007.
- Boris Paternu, Helmut Moysich: Graben, Kehre, Schrift : Essays zu Florjan Lipuš. Hrsg. von Johann Strutz. Klagenfurt : Wien [u. a.] : Wieser 2007.
- Sprachlandschaften. Regionale Literaturwissenschaft im europäischen Kontext. (Zusammen mit Reinhard Kacianka.) Klagenfurt/Celovec, Ljubljana/Laibach, Wien/Dunaj: Hermagoras/Mohorjeva 2010.
- Krieg, Widerstand, Befreiung. Ihr Nachhall in den Kulturen und Literaturen des Alpen-Adria-Raums. (Zusammen mit Fabjan Hafner.) Klagenfurt/Celovec: Drava 2013.
- Europa erlesen. Istrien. Wieser, Klagenfurt/Celovec 1997.
- Europa erlesen. Dalmatien. Wieser, Klagenfurt/Celovec 1998.

### Übersetzungen (Auswahl)
- Marjan Tomšič: Óštrigéca. Eine magische Novelle aus Istrien. Klagenfurt/Celovec, Ljubljana/Laibach, Wien/Dunaj: Hermagoras/Mohorjeva 1995.
- Florjan Lipuš: Verdächtiger Umgang mit dem Chaos. Roman. Klagenfurt [u. a.]: Wieser 1997.
- Florjan Lipuš: Herzflecken. Roman. Klagenfurt, Wien, Ljubljana, Sarajevo : Wieser 1999.
- Florjan Lipuš: Boštjans Flug. Roman. Klagenfurt/Celovec: Wieser 2005.
- Florjan Lipuš: Die Regenprozession und andere Prosa. Klagenfurt/Celovec: Wieser 2007.
- Florjan Lipuš Freude und Wehmut/Veselje in otožnost/Gioia e tristezza/Joy and sorrow. Rede von Florjan Lipuš am 7. Februar anlässlich der Verleihung des Prešeren-Preises 2004. Klagenfurt, Wien, Ljubljana, Sarajevo: Wieser 2004.
- Emyr Humphreys: Drei Stimmen. Roman. Aus dem walisischen Englischen [...]. Klagenfurt, Wien [u. a.] : Verl. Hermagoras / Mohorjeva, 2008 (2008)
- Emyr Humphreys: Geister und Fremde. Vier Novellen. Klagenfurt, Wien [u. a.] : Verl. Hermagoras / Mohorjeva, 2009.
- Marjan Tomšič: Die Frauen der Schaurinia. Roman. Klagenfurt, Wien [u. a.] : Verl. Hermagoras - Mohorjeva 2009.

- Ivan Pregelj: Plebanus Ioannes. Roman. Thabiti kumi. Novelle. Klagenfurt/Celovec: Drava, Mohorjeva/Hermagoras, Wieser 2013. (=Slowenische Bibliothek)
- Florjan Lipuš: Nachschrift. In: Der Zögling Tjaž. Roman und Nachschrift. Deutsch von Peter Handke zusammen mit Helga Mračnikar und Johann Strutz. Herausgegeben und mit einem Nachwort von Fabjan Hafner. Salzburg, Wien: Jung und Jung 2016.
- Florjan Lipuš: Seelenruhig. Erzählung. Mit einem Nachwort von Fabjan Hafner. Salzburg, Wien: Jung und Jung 2017.
- Florjan Lipuš: Schotter. Roman. Salzburg, Wien: Jung und Jung 2019.

### Wissenschaftliche Übersetzungen (Auswahl)
- Denis Poniž: Die literarischen Neoavantgarden in Slowenien. Aus dem Slowenischen von Johann Strutz. Klagenfurt: Carinthia 1987.
- Dušan Nećak, Božo Repe: Slowenien. Aus dem Slowenischen von Richard Götz und Johann Strutz. Klagenfurt/Celovec: Wieser 2006. (=Wieser Geschichte : Europäischer Osten : WGeO.)